# Flutoprazepam
Flutoprazepam (Restas) là một benzodiazepine. Thuốc đã được cấp bằng sáng chế tại Nhật Bản bởi Sumitomo vào năm 1972  và việc sử dụng y tế của nó vẫn chủ yếu giới hạn ở quốc gia đó. Đặc tính giãn cơ của thuốc tương đương với diazepam - tuy nhiên, thuốc có tác dụng an thần, gây ngủ, giải lo âu và chống co giật mạnh hơn khoảng bốn lần so với diazepam. Nó hoạt động lâu hơn diazepam do các chất chuyển hóa hoạt động lâu dài của nó, góp phần quan trọng vào tác dụng của nó.
Flutoprazepam thường được sử dụng để điều trị chứng mất ngủ trầm trọng và cũng có thể được sử dụng để điều trị loét dạ dày.
Flutoprazepam không thuộc Công ước quốc tế về các chất hướng thần năm 1971, và hiện không được lên lịch tại Hoa Kỳ.
- Tại Singapore, flutoprazepam là thuốc thuộc nhóm C-Lịch II theo Đạo luật lạm dụng thuốc.
- Ở Thái Lan, flutoprazepam là một chất hướng thần tâm thần III.
- Tại Hồng Kông, flutoprazepam được quy định theo Phụ lục 1 của Pháp lệnh về Thuốc nguy hiểm Chương 134 của Hồng Kông. Flutoprazepam chỉ có thể được sử dụng hợp pháp bởi các chuyên gia y tế và cho các mục đích nghiên cứu đại học. Các chất có thể được đưa ra bởi các dược sĩ theo toa. Bất cứ ai cung cấp chất này mà không cần kê đơn đều có thể bị phạt $ 10000 (HKD). Hình phạt cho tội buôn bán hoặc sản xuất chất này là phạt tiền 5.000.000 đô la (HKD) và tù chung thân. Sở hữu chất này để tiêu thụ mà không có giấy phép từ Bộ Y tế là bất hợp pháp với mức phạt $ 1.000.000 (HKD) và/hoặc 7 năm tù.[7]